# 弗里德里希 (薩克森-魏森費爾斯-達默)
弗里德里希 (Frederick Erdmann；1673年11月20日在哈勒—1715年4月16日在達默)。是韋廷家族的成員和薩克森-魏森費爾斯-達默公爵（1711年—1715年在位）。
弗里德里希是薩克森-魏森費爾斯公爵奧古斯特的第六子，也是他與第二任妻子萊寧根-韋斯特堡的約翰娜·瓦爾普吉斯所生的長子。

## 生平
弗里德里希作為他父親最小的兒子之一，他沒有繼承薩克森-魏森費爾斯公國的權利，因此他開始致力於自己的軍事生涯，因此從十四歲（1687年）起就留在德累斯頓的撒克遜宮廷，在那裡他成為中將。
在與他的侄子薩克森-魏森費爾斯公爵約翰·格奧爾格達成協議後，弗里德里希接受達默作為他的領地，儘管沒有完全的主權，而是從屬於最古老的統治分支。
1711年2月13日，弗里德里希在達默與普羅姆尼茨-普萊斯伯爵夫人艾蜜莉·阿格尼絲結婚。他們沒有孩子。
弗里德里希在他的土地上定居下來，並從1711年起委託建築師約翰·克里斯托夫·舒茨和埃利亞斯·肖爾茨在這座老式中世紀堡壘的廢墟上建造達默城堡，歷經四年才完工。花園是一座避暑別墅，有巴洛克風格的砂岩雕塑和洞穴。然而，弗里德里希·亨利從未住在那裡，因為他在大樓竣工前不久去世。相反，他的遺孀艾蜜莉·阿格尼絲將這座城堡作為她的孀居之所，但她後來主要居住在她從第一次婚姻中獲得的其他領地費喬和弗斯蒂申德瑞赫，她於1729年在那裡去世。後來成為薩克森-魏森費爾斯支系的最後一位公爵約翰·阿道夫二世從1719年開始繼續修建工程，並將達默城堡作為他的臨時住所。
弗里德里希在達默去世，享年41歲。他被埋葬在魏森費爾斯的宮廷教堂。

## 備註
1. ↑  Marek, Miroslav. . genealogy.euweb.cz.   [14 October 2014]. （原始内容存档于2013-10-22）.[自述来源]
2. ↑  Friedrich von Sachsen-Weissenfels in: thePeerage.com （页面存档备份，存于） [retrieved 14 October 2014].
3. ↑  Saxe-Weissenfels line in: Royaltyguide.nl 的存檔，存档日期2014-10-08. [retrieved 14 October 2014].